# Можаева, Светлана Петровна
Светлана Петровна Можаева (4 февраля 1940; Березники, РСФСР, СССР — 4 ноября 2021; Пермь, Россия) — советский и российский мастер книжной иллюстрации (книжный график), художник-мультипликатор. Являлась членом Союза художников СССР (1971). Известная в помощи по созданию детских литературных альманахах «Оляпка», в точности по истории про Капитана Коко и Капризку.

## Биография
Родилась 4 февраля 1940 года в Березниках. В 1958 году окончила среднюю школу.
Работала на заводе, увлекалась рисованием. Однажды она заметила по телевидению объявление, что для оформления телепередач требуются творческие люди, умеющие рисовать. Она заинтересовалась. Её взяли на работу, доверив ей оформление программ. Год она работала почти без отдыха — параллельно трудилась на телевидении и на заводе. В итоге талант Светланы оценили по достоинству.
В начале 1960-х Пермская студия телевидения устроила конкурс, пригласив одарённых молодых творцов поработать в молодёжной редакции. Она в то время жила так близко от студии и решила испытать себя на этом поприще. Её рисунки на телевидении понравились, и её пригласили на работу. Пришлось оставила завод и отправиться в командировку на Свердловскую киностудию — набираться опыта. Позднее работала художественным редактором в Пермском книжном издательстве.
Умерла 4 ноября 2021 на 82-м году жизни в Перми.

## Творчество

### Мультипликационные работы
- «Семь Я» (1965).
- «Как Лежебока Неохоткин работягой стал» (1966).
- «Как кот Васька в третий класс перешел» (1969), в соавторстве с писателем Владимиром Воробьёвым.
- «Сказка про доброго слона» (1970) по сценарию Л. И. Кузьмина.

В 1972 году Можаева ушла с телестудии. Самая первая книга, иллюстрации к которой она выполнила — «Башмаки-простаки» Льва Кузьмина. Можаева нарисовала иллюстрации к десяткам детских книг. Занималась оформлением произведений таких пермских авторов как Лев Давыдычев, Лев Кузьмин, Ирина Христолюбова и Владимир Воробьёв, иллюстрировала книги-сборники пермского фольклора и сказки малых народов Прикамья. Особенно ярко, по мнению исследователей, её талант проявился в работе над книгой Э. Распэ «Приключения барона Мюнхгаузена» (1976).

## Работы в изданиях
- Воробьев В. И. Капризка : сказка / В. И. Воробьев; худож. С. Можаева. — Пермь  Пермская книга, 2000. — 135 с. : ил.
- Воробьев В. И. Сказки / В. И. Воробьев; худож. С. Можаева. — Пермь: Пермское книжное издательство, 1981. — 88 с. : ил.
- Воробьев В. И. Сказки по мотивам русского фольклора / В. И. Воробьев; худож. С. Можаева. — Перм : Пермское книжное издательство, 1973. — 134 с. : ил.
- Давыдычев Л. И. Дядя Коля — поп Попов — жить не может без футбола : повесть : [для мл. шк. возраста] / Л. И. Давыдычев; худож. С. Можаева. — Пермь : Пермское книжное издательство, 1980. — 198 с. : ил.
- Десять сказочников под одной крышей : сказки писателей Прикамья / худож. С. Можаева. — Пермь : Пермское книжное издательство, 1974. — 117 с. : ил.
- Домнин А. М. Молния на кочерге : стихи и сказки / А. М. Домнин; худож. С. Можаева. — Пермь : Пермское книжное издательство, 1967. — 46 с. : ил.
- Зуев-Ордынец М. Е. Царский куриоз : повесть / М. Е. Зуев-Ордынец; худож. С. Можаева. — Пермь : Пермское книжное издательство, 1967. — 51 с. : ил.
- Кузьмин Л. И. Башмаки-простаки / Л. И. Кузьмин; худож. С. Можаева. — Пермь : Пермское книжное издательство, 1967. — 40 с. : ил.
- Кузьмин Л. И. Край земли / Л. И. Кузьмин; худож. С. Можаева; вступ. ст. С. В. Сахарнова. — Пермь : Пермское книжное издательство, 1976. — 126 с. : ил.
- Кузьмин Л. И. Четверо в тельняшках : повесть / Л. И. Кузьмин; худож. С. Можаева. — Пермь : Пермское книжное издательство, 1969. — 98 с. : ил.
- Слово пуще стрелы : пословицы и поговорки русского народа, собранные В. Н. Татищевым / худож. С. Можаева. — Пермь : Стиль-МГ, 2004. — 256 с. : ил.
- Толокно в проруби : были-небылицы : [сб. коми-перм. сказок] / худож. С. Можаева; сост. М. Ожегова, В. Климов. — Пермь : Пермское книжное издательство, 1976. — 123 с. : ил.
- Трутнева Е. Ф. Время водит хоровод : стихи, пьеса-сказка / Е. Ф. Трутнева; худож. С. Можаева. — Пермь : Книжный мир, 2006. — 142 с. : ил.
- Трутнева Е. Ф. Золотой дождик : стихи / Е. Ф. Трутнева; худож. С. Можаева. — Пермь : Пермское книжное издательство, 1984. — 45 с. : ил.
- Христолюбова И. П. Загадочная личность : рассказы Маши Веткиной / И. П. Христолюбова; худож. С. Можаева. — Пермь : Пермское книжное издательство, 2003. — 107 с. : ил.
- Христолюбова И. П. Топало : повесть-сказка / И. П. Христолюбова; худож. С. Можаева. — Пермь : [б. и.], 1996. — 254 с. : ил.